# Camillo Golgi
Camillo Golgi (født 7. juli 1843, død 21. januar 1926) var en italiensk læge og cytolog. I 1906 modtog han nobelprisen i fysiologi eller medicin for sine studier af nervesystemets mikroskopiske struktur, herunder muskeltene og senetene (eng: Golgi Tendon Organ). Han beskrev også cellens organer som i dag kaldes for Golgiapparatet.